# Robert G. Sandness
| 10593 Susannesandra | 25 agosto 1996 |

Robert G. Sandness (...) è un astronomo amatoriale statunitense.
Il Minor Planet Center gli accredita la scoperta di sei asteroidi, effettuate tra il 1996 e il 1999.